# Distrito de Tocache
El distrito de Tocache es uno de los seis que conforman la provincia homónima ubicada en el departamento de San Martín en el Norte del Perú.
Desde el punto de vista jerárquico de la Iglesia católica forma parte de la Prelatura de Moyobamba, sufragánea de la Metropolitana de Trujillo y encomendada por la Santa Sede a la Archidiócesis de Toledo en España.
Por acuerdo pastoral entre los obispos de Huánuco y de Moyobamba, con fecha 19 de mayo de 1985, se encomendó la atención pastoral de las parroquias de Tocache y de Uchiza de la Prelatura de Moyobamba, que forman la nueva provincia de Tocache, a la diócesis de Huánuco.

## Geografía
La capital se encuentra situada a 497 m s. n. m.